# ウーゴ・ドゥロ
- ウーゴ・ドゥーロ

ウーゴ・ドゥロ・ペラレス（Hugo Duro Perales, 1999年11月10日 - ）は、スペイン・マドリード州ヘタフェ出身のサッカー選手。ポジションはフォワード。バレンシアCF所属。

## クラブ経歴
5歳の時に地元のヘタフェCFのカンテラに入所。2017年にBチームに昇格するも、10月に一気にトップチームに昇格を果たし、同月25日のコパ・デル・レイのデポルティーボ・アラベス戦でプロデビュー。以降二種登録選手としてプレーし、Bチームではゴールを量産。2018年3月17日のレアル・ソシエダ戦でラ・リーガ初出場。Bチームでは3年連続二桁ゴールを決め、2020年7月8日のビジャレアルCF戦では、後半35分に同点となるリーガ初ゴールを決めるも、試合はその後サンティ・カソルラがPKなどで突き放され、1-3で敗れた。
2020年8月、同じマドリード州内のレアル・マドリード・カスティージャへレンタル移籍。契約には完全移籍オプションが付与されている。同年11月にはトップチームの負傷者続出に伴い、UEFAチャンピオンズリーグ・グループリーグ第4戦の対インテル戦でトップチームに初召集された（出場はなし）。カスティージャは3部リーグながら12試合で8得点を挙げる大活躍を見せており、トップチームの負傷者続出に伴い2021年2月20日に行われるリーグ第24節の対レアル・バリャドリード戦でトップチームに召集、同試合で途中出場を果たし、トップチームデビューを飾った。シーズン終了後にヘタフェに復帰。
2021年8月31日、バレンシアCFに1シーズンの間レンタル移籍することが発表された,
2021–22シーズンのコパ・デル・レイでは、ドゥロは2022年2月2日に行われたカディスCFとの準々決勝での2-1の勝利において決勝点を挙げました。また、その8日後の準決勝ファーストレグでアスレティック・ビルバオと対戦し、同点ゴールを決めました。2022年4月23日の決勝戦では、バレンシアの1点目を決め、1-1の引き分けに持ち込みましたが、試合終了まで5分を切ったところでブライアン・ヒルに交代し、最終的にレアル・ベティスにPK戦で敗れました。 2022年5月、ドゥロのローン移籍が400万ユーロで4年契約によって完全移籍となりました。

## 人物
- 2021年現在、現役の大学生であり、マドリード・カルロス3世大学に在学、機械工学を専攻している[10]。